# Xiaodi You
You Xiaodi (nacida el 12 de mayo de 1996) es una jugadora de tenis china. You ganó tres títulos en individuales y diez títulos en dobles en el tour de la ITF. El 14 de noviembre de 2016, alcanzó su mejor ranking en individual siendo la 392ª del mundo. El 12 de septiembre de 2016, logró alcanzar el puesto 102 en el ranking de dobles.

## Títulos WTA (0; 0+0)

### Dobles (0)
| Leyenda                    |
| Grand Slam (0)             |
| Juegos Olímpicos (0)       |
| WTA Tour Championships (0) |
| WTA Elite Trophy (0)       |
| Premier Mandatory (0)      |
| Premier 5 (0)              |
| Premier (0)                |
| International (0)          |

#### Finalista (3)
| N.º | Fecha                    | Torneo       | Superficie | Pareja        | Oponentes en la final      | Resultado        |
| --- | ------------------------ | ------------ | ---------- | ------------- | -------------------------- | ---------------- |
| 1.  | 26 de septiembre de 2015 | Guangzhou    | Dura       | Shilin Xu     | Martina Hingis Sania Mirza | 3-6, 1-6         |
| 2.  | 6 de noviembre de 2016   | Elite Trophy | Dura (i)   | Zhaoxuan Yang | İpek Soylu Xu Yifan        | 4-6, 6-3, [7-10] |
| 2   | 29 de julio de 2018      | Nanchang     | Dura       | Lu Jingjing   | Jiang Xinyu Tang Qianhui   | 4-6, 4-6         |

## Títulos WTA 125s (1; 0+1)
| Leyenda  | Individual | Dobles |
| -------- | ---------- | ------ |
| WTA 125s | 0          | 1      |

### Dobles (2)
| N.º | Fecha                   | Torneos | Superficie | Pareja      | Oponentes          | Resultado           |
| --- | ----------------------- | ------- | ---------- | ----------- | ------------------ | ------------------- |
| 1.  | 5 de septiembre de 2017 | Dalian  | Dura       | Lu Jingjing | Guo Hanyu Ye Qiuyu | 7-6(2), 4-6, [10-5] |

#### Finalsta (1)
| N.º | Fecha                | Torneos | Superficie    | Pareja        | Oponentes                         | Resultado        |
| --- | -------------------- | ------- | ------------- | ------------- | --------------------------------- | ---------------- |
| 1.  | 5 de febrero de 2023 | Cali    | Tierra batida | Kyoka Okamura | Weronika Falkowska Katarzyna Kawa | 6-1, 5-7, [10-6] |

## ITF

### Individual (2)
| Legend               |
| -------------------- |
| $100,000 tournaments |
| $75,000 tournaments  |
| $50,000 tournaments  |
| $25,000 tournaments  |
| $15,000 tournaments  |
| $10,000 tournaments  |

| Resultado | N.º | Fecha                | Torneo   | Superficie    | Oponente en la final | Marcador |
| --------- | --- | -------------------- | -------- | ------------- | -------------------- | -------- |
| Ganadora  | 1.  | 15 de junio de 2015  | Anning   | Tierra batida | Sowjanya Bavisetti   | 7-5, 6-3 |
| Ganadora  | 2.  | 31 de agosto de 2015 | Yeongwol | Dura          | Han Sung-hee         | 6-1, 6-3 |

### Dobles (5)
| Legend               |
| -------------------- |
| $100,000 tournaments |
| $75,000 tournaments  |
| $50,000 tournaments  |
| $25,000 tournaments  |
| $15,000 tournaments  |
| $10,000 tournaments  |

| Resultado | N.º | Fecha                    | Torneo   | Superficie | Pareja      | Oponentes en la final               | Marcador               |
| --------- | --- | ------------------------ | -------- | ---------- | ----------- | ----------------------------------- | ---------------------- |
| Finalista | 1.  | 28 de julio de 2014      | Estambul | Dura       | Gao Xinyu   | Mai Minokoshi Akiko Omae            | 6-3, 2-6, [4-10]       |
| Ganadora  | 1.  | 11 de agosto de 2014     | Estambul | Dura       | Wang Yan    | Gao Xinyu Yang Zhaoxuan             | w/o                    |
| Ganadora  | 2.  | 22 de septiembre de 2014 | Anatolia | Dura       | Wang Yan    | Harriet Dart Jessica Simpson        | 6-1, 3-6, [10-8]       |
| Ganadora  | 3.  | 29 de septiembre de 2014 | Anatolia | Dura       | Ye Qiuyu    | Déborah Kerfs Camilla Rosatello     | 7-5, 2-6, [10-8]       |
| Ganadora  | 4.  | 6 de octubre de 2014     | Anatolia | Dura       | Ye Qiuyu    | Kateřina Kramperová Daiana Negreanu | 7-6(3), 5-7, [10-6]    |
| Ganadora  | 5.  | 9 de marzo de 2015       | Jiangmen | Dura       | Zhu Aiwen   | Xin Yuan Ye Qiuyu                   | 4-6, 7-5, [10-4]       |
| Finalista | 2.  | 16 de marzo de 2015      | Tianjin  | Dura       | Chen Jiahui | Liu Wanting Lu Jingjing             | 7-6(4), 6-7(4), [4-10] |
| Finalista | 3.  | 31 de agosto de 2015     | Yeongwol | Dura       | Zhang Yukun | Han Sung-hee Hong Seung-yeon        | 5-7, 6-3, [7-10]       |